# Erick Strickland
Demerick Montae "Erick" Strickland (Opelika, Alabama, 25 de noviembre de 1973) es un exjugador de baloncesto estadounidense que disputó nueve temporadas en la NBA, además de jugar en la CBA. Con 1,91 metros de estatura, jugaba en la posición de base.

## Trayectoria deportiva

### Universidad
Jugó durante cuatro temporadas con los Cornhuskers de la Universidad de Nebraska-Lincoln, en las que promedió 12,5 puntos, 4,0 rebotes y 3,3 asistencias por partido. En su primera temporada fue elegido novato del año de la Big Eight Conference, y en el último incluido en el segundo mejor quinteto de la conferencia. Esa última temporada además llevó al equipo a la consección del NIT, torneo en el cual fue además elegido mejor jugador. Acabó su carrera con 1.566 puntos, el sexto mejor de la historia de su universidad.

### Profesional
Tras no ser elegido en el Draft de la NBA de 1996, se convirtió automáticamente en agente libre sin restricciones, fichando por los Dallas Mavericks, pero tras jugar únicamente dos partidos, fue despedido en el mes de enero, jugando en los Oklahoma City Cavalry y los Quad City Thunder de la CBA hasta que un mes después firmó contrato de nuevo con los Mavs por diez días, que finalmente se convirtió en un contrato por 6 temporadas por 14,4 millones de dólares. Jugó finalmente 4 temporadas en el equipo, la última de ellas como titular, en la que sería su mejor campaña como profesional, promediando 12,8 puntos y 4,8 rebotes por partido.
En 2000 fue traspasado, junto con los derechos sobre Pete Mickeal a los New York Knicks, a cambio de John Wallace y los derechos sobre Donnell Harvey. No tuvo suerte en los Knicks, donde jugó 28 partidos como suplente de Allan Houston, promediando 4,3 puntos y 1,9 rebotes, siendo traspasado mediada la temporada a los Vancouver Grizzlies a cambio de Othella Harrington.
Al cabar la temporada no fue renovado, fichando por los Boston Celtics, donde actuó durante una temporada comosuplente de Kenny Anderson, promediando 7,7 puntos y 2,7 rebotes por partido. Jugó posteriormente una temporada en Indiana Pacers y dos más en los Milwaukee Bucks, retirándose en 2005.

## Estadísticas de su carrera en la NBA

### Temporada regular
| Temporada | Edad | Equipo              | Liga | P   | TIT | MIN  | TC  | TCA  | %TC  | 3P  | 3PA | %3P  | TL  | TLA | %TL  | R.OF. | R.DEF. | REB | ASIS | ROB | TAP | PER | FP  | PTS  |
| 1996-97   | 23   | Dallas Mavericks    | NBA  | 28  | 15  | 27.1 | 3.6 | 9.1  | .398 | 1.0 | 3.3 | .304 | 2.3 | 2.9 | .813 | 0.8   | 2.5    | 3.2 | 2.4  | 1.0 | 0.2 | 2.4 | 2.7 | 10.6 |
| 1997-98   | 24   | Dallas Mavericks    | NBA  | 67  | 19  | 22.5 | 3.0 | 8.3  | .357 | 0.7 | 2.4 | .294 | 1.0 | 1.3 | .774 | 0.5   | 1.9    | 2.4 | 2.5  | 0.8 | 0.1 | 1.6 | 2.1 | 7.6  |
| 1998-99   | 25   | Dallas Mavericks    | NBA  | 33  | 2   | 17.2 | 2.7 | 6.7  | .403 | 0.5 | 1.8 | .305 | 1.6 | 2.0 | .815 | 0.4   | 2.2    | 2.5 | 1.9  | 1.2 | 0.1 | 1.1 | 1.3 | 7.5  |
| 1999-00   | 26   | Dallas Mavericks    | NBA  | 68  | 67  | 29.8 | 4.6 | 10.7 | .433 | 1.1 | 2.7 | .392 | 2.4 | 2.9 | .831 | 1.0   | 3.7    | 4.8 | 3.1  | 1.5 | 0.2 | 1.5 | 2.8 | 12.8 |
| 2000-01   | 27   | TOTAL               | NBA  | 50  | 0   | 16.6 | 1.6 | 5.3  | .303 | 0.6 | 1.9 | .316 | 1.4 | 1.6 | .861 | 0.4   | 2.2    | 2.6 | 1.9  | 0.9 | 0.0 | 1.0 | 1.8 | 5.2  |
| 2000-01   | 27   | New York Knicks     | NBA  | 28  | 0   | 15.0 | 1.4 | 4.7  | .305 | 0.6 | 1.7 | .340 | 0.9 | 1.0 | .857 | 0.3   | 1.5    | 1.9 | 1.0  | 0.8 | 0.0 | 0.8 | 1.6 | 4.3  |
| 2000-01   | 27   | Vancouver Grizzlies | NBA  | 22  | 0   | 18.6 | 1.9 | 6.2  | .301 | 0.6 | 2.2 | .292 | 2.0 | 2.3 | .863 | 0.4   | 3.0    | 3.5 | 3.0  | 1.0 | 0.0 | 1.2 | 1.9 | 6.4  |
| 2001-02   | 28   | Boston Celtics      | NBA  | 79  | 4   | 20.8 | 2.4 | 6.2  | .389 | 1.2 | 3.1 | .385 | 1.7 | 2.0 | .845 | 0.3   | 2.4    | 2.7 | 2.3  | 0.7 | 0.0 | 1.2 | 1.8 | 7.7  |
| 2002-03   | 29   | Indiana Pacers      | NBA  | 71  | 10  | 18.0 | 2.3 | 5.4  | .429 | 0.9 | 2.3 | .388 | 1.0 | 1.2 | .805 | 0.3   | 1.7    | 2.0 | 2.9  | 0.5 | 0.1 | 1.4 | 1.6 | 6.5  |
| 2003-04   | 30   | Milwaukee Bucks     | NBA  | 43  | 0   | 13.3 | 1.8 | 4.6  | .403 | 0.7 | 1.5 | .439 | 1.0 | 1.2 | .863 | 0.3   | 1.3    | 1.7 | 2.1  | 0.6 | 0.0 | 1.3 | 1.5 | 5.4  |
| 2004-05   | 31   | Milwaukee Bucks     | NBA  | 62  | 5   | 16.4 | 1.8 | 4.9  | .375 | 0.3 | 1.3 | .253 | 0.8 | 1.0 | .813 | 0.2   | 1.5    | 1.7 | 1.9  | 0.5 | 0.0 | 1.0 | 1.7 | 4.9  |
| Total     |      |                     | NBA  | 501 | 122 | 20.3 | 2.7 | 6.8  | .392 | 0.8 | 2.3 | .351 | 1.4 | 1.7 | .826 | 0.4   | 2.2    | 2.6 | 2.4  | 0.8 | 0.1 | 1.3 | 1.9 | 7.5  |

### Playoffs
| Temp.   | Edad | Equipo          | Liga | P  | MIN | TCA | TC | 3PA | 3P | TLA | TL | R.OF. | REB | ASIS | ROB | TAP | PER | FP | PTS | %TC  | %3P  | %FT   | MIN  | PTS | REB | AST |
| 2001-02 | 28   | Boston Celtics  | NBA  | 12 | 118 | 11  | 39 | 4   | 20 | 9   | 9  | 2     | 13  | 17   | 5   | 1   | 9   | 15 | 35  | .282 | .200 | 1.000 | 9.8  | 2.9 | 1.1 | 1.4 |
| 2002-03 | 29   | Indiana Pacers  | NBA  | 5  | 42  | 6   | 14 | 1   | 5  | 8   | 10 | 3     | 7   | 8    | 1   | 0   | 1   | 3  | 21  | .429 | .200 | .800  | 8.4  | 4.2 | 1.4 | 1.6 |
| 2003-04 | 30   | Milwaukee Bucks | NBA  | 3  | 41  | 5   | 12 | 0   | 5  | 4   | 4  | 0     | 5   | 9    | 2   | 0   | 3   | 3  | 14  | .417 | .000 | 1.000 | 13.7 | 4.7 | 1.7 | 3.0 |
| Total   |      |                 | NBA  | 20 | 201 | 22  | 65 | 5   | 30 | 21  | 23 | 5     | 25  | 34   | 8   | 1   | 13  | 21 | 70  | .338 | .167 | .913  | 10.1 | 3.5 | 1.3 | 1.7 |